# Филиппинский крокодил
Филиппинский крокодил (лат. Crocodylus mindorensis) — вид настоящих крокодилов, эндемик Филиппин. Ранее считался подвидом новогвинейского крокодила.

## Систематика
Был описан в 1935 году американским герпетологом Карлом Шмидтом по материалам с острова Миндоро. Долгое время он считался подвидом новогвинейского крокодила — Crocodylus novaeguineae mindorensis, пока в 1989 году Филип Холл не продемонстрировал его видовую самостоятельность.

## Внешний вид
Самцы этого вида достигают максимального размера около 3 м в длину, самки — несколько меньше. По сравнению со многими другими крокодилами тихоокеанского региона отличается широкой мордой и крупной чешуёй на спине и затылке.

## Образ жизни
Этот вид достаточно агрессивен, хотя из-за его небольших размеров и отдаленности мест обитания от человеческого жилья, нападения на людей очень редки. По стратегии размножения схож с новогвинейским крокодилом и предпочитает селиться в закрытых водоёмах. Как и другие настоящие крокодилы, филиппинский крокодил имеет очень разнообразную диету, изменяющуюся в зависимости от размеров и возраста животного. В рацион молодых крокодилов входят улитки, креветки, стрекозы и другие беспозвоночные, а также маленькие рыбки. В то время как в рационе взрослых особей были отмечены свиньи, собаки, Циветы, змеи, крупная рыба и птицы.

## Угрозы и охрана
Филиппинский крокодил находится под угрозой исчезновения. Хотя охота на него строго запрещена, численность продолжает уменьшаться из-за сокращения среды обитания и браконьерства (как по отношению к самим крокодилам, так и к их добыче). В настоящее время популяция этого вида не превышает 200 особей.